# Georg Althaus
Hermann Martin Georg Althaus (* 22. April 1898 in Mamba, Deutsch-Ostafrika; † 5. März 1974 in Braunschweig) war ein deutscher, evangelisch-lutherischer Theologe, Pfarrer der Landeskirche in Braunschweig und Gegner des Nationalsozialismus.

## Frühes Leben
Sein Vater Gerhard Althaus (1866–1946) war Missionar in Deutsch-Ostafrika, heute Tansania, im Auftrag des evangelisch-lutherischen Leipziger Missionswerks. Georg Althaus reiste im Alter von sechs Jahren zum ersten Mal nach Deutschland, besuchte die Schule in Salzgitter und wurde dort von seinem Onkel erzogen. Georg Althaus besuchte das Gymnasium in Göttingen und begann an der dortigen Universität ein Studium der Evangelischen Theologie. Später studierte er noch in  Leipzig und Rostock. Ab 1927 war Althaus Pfarrer in Grünenplan bei Alfeld an der Leine. Von 1933 bis 1957 war er Pfarrer der Gemeinden in Timmerlah, Sonnenberg und zunächst auch in Broitzem, in der Nähe von Braunschweig.

## Widerstand gegen den Nationalsozialismus
Als Pfarrer hatte Althaus ab 1933 Gelegenheit, mit Sinti-Gruppen Kontakt aufzunehmen. Er gewährte ihnen Unterkunft in der Scheune des Pfarrgrundstückes in Timmerlah und begann, ihre Sprache und Kultur zu studieren.
Angewidert von der antisemitischen Hetze lokaler NS-Anhänger, zeigte er in seinem Dienst als Pfarrer sein Entsetzen über die Verfolgung der Juden. Gegen die Anordnung der Landeskirche, verbot er den Konfirmanden, im Pfarrgebäude mit „Hitlergruß“ zu grüßen. Als er im Konfirmandenunterricht für die „[…] armen, bedrängten Juden […]“ betete, wurde er anschließend im Pfarrgarten überfallen, verprügelt und denunziert. Althaus wurde von seinem Dienst suspendiert, am 22. Oktober 1935 verhaftet und am 6. Februar 1936 vom Sondergericht Braunschweig wegen Vergehen gegen § 2, Abs. 1 und Abs. 2, des sogenannten „Heimtückegesetzes“, zu sechs Monaten Gefängnis, drei Jahren Bewährung und 1000
Reichsmark Geldstrafe verurteilt.
Nach seiner Haftentlassung konnte er sein Amt in Timmerlah und Sonnenberg wieder aufnehmen. Die Gemeinde Broitzem wurde aus dem Pfarrverband ausgegliedert. Das Urteil wurde 1950 aufgehoben.

## Wirken nach 1945
Nach 1945 waren Althaus’ Aktivitäten von seinen Erfahrungen im Nationalsozialismus geprägt. Er hob die Mitverantwortung der Kirche für den Mord an Juden, Sinti und Roma hervor. Mitglieder der evangelisch-lutherischen Kirche drängte er, sich kritisch mit der Zusammenarbeit zwischen Kirche und Staat während des NS-Regimes auseinanderzusetzen. Ab 1949 war er Vertrauensmann für die Braunschweigische Landeskirche im Evangelisch-Lutherischen Zentralverein für Mission unter Israel.
Erneut nahm Althaus seine Arbeit mit Sinti auf, nachdem er 1952 mit einer Familiengruppe Kontakt knüpfen konnte, die das NS-Regime überlebt hatte. Er gründete ein „Pfarramt für den Dienst an Israel und den Zigeunern“, das erst 1957 von den Kirchenbehörden offiziell genehmigt wurde. Ursprünglich war das Pfarramt als ein Akt der Sühne für die begangenen Verbrechen an Juden und Sinti zwischen 1933 und 1945 konzipiert. Es entwickelte sich zu einem Dienst, der ausschließlich Sinti betreute und war die einzige Einrichtung dieser Art in der Bundesrepublik. In der überregionalen Presse wurde er bisweilen als „Zigeunerpastor“ bezeichnet.
Zum Themenkreis Kultur der Sinti und Roma führte Althaus einen intensiven Briefwechsel mit den meisten deutschen Ethnologen. Im Prozess gegen Eva Justin (1909–1966), einer führenden nationalsozialistischen Rassenforscherin, sagte er im Jahr 1960 als Zeuge der Anklage aus.
Zwischen 1957 und 1963 war Althaus mehr oder weniger in ständigem Konflikt mit den Kirchenbehörden, als Folge seiner politischen Aktivitäten und seiner Bemühungen, die ausreichende finanzielle Unterstützung seines Pfarramts sicherzustellen. Tatsächlich finanzierte er es hauptsächlich aus eigenen Mitteln. Althaus wurde zum 1. Mai 1963 in den Ruhestand versetzt, nachdem er auf die NS-Vergangenheit des Präsidenten des Verwaltungsbezirks Braunschweig, Friedrich August Knost (1899–1982), hingewiesen hatte. Das „Pfarramt für den Dienst an Israel und den Zigeunern“ wurde im gleichen Jahr aufgelöst.
In Timmerlah, heute ein Stadtteil Braunschweigs, ist eine Straße nach Georg Althaus benannt.